# Liga de Béisbol Profesional de la República Dominicana 2012-13
La temporada 2012-2013 de la Liga de Béisbol Profesional de la República Dominicana fue la 59ª edición de este campeonato. La temporada regular comenzó el 14 de octubre de 2012 y finalizó el 22 de diciembre de 2012 en su temporada regular. El Todos contra Todos o Round Robin inició el 27 de diciembre de 2012 y finalizó el 16 de enero de 2013. La Serie Final se llevó a cabo, iniciando el 18 de enero y concluyendo el 22 de enero de 2013, cuando los Leones del Escogido se coronaron campeones de la liga sobre las Águilas Cibaeñas.